# Velkopolské povstání

Poznaňsko na mapě Německého císařství (červeně)

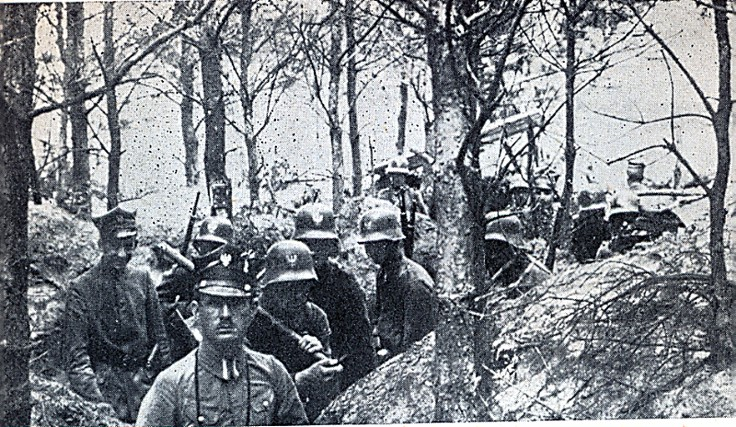
Polští vojáci během povstání na polsko-německé frontě

Velkopolské povstání bylo povstání Poláků proti německé nadvládě v letech 1918–1920. Proběhlo na historicky polském území Velkopolska, které bylo jako tzv. provincie Poznaňsko součástí Německého císařství. Úspěšné povstání mělo velký vliv na pozdější Versailleskou smlouvu, která přiřkla Polákům nejen Velkopolsko, ale také velkou část území, které Němci získali při jednotlivých děleních Polska v letech 1772 - 1795 (ze zabraných 63 000 km², které Němci udrželi po napoleonských válkách, Polsko získalo zpět 43 000 km² - bez Gdaňska, Varmie a pohraničního pásu na západě).

## Předcházející události
V roce 1795 po třetím dělení Polska přestal zcela existovat nezávislý polský stát. Jeho území bylo v letech 1772-1795 rozděleno mezi Rusko, Prusko a Rakousko. Se začátkem první světové války začali Poláci opět doufat v obnovení své nezávislosti. Během první světové války, v roce 1916, Německo a Rakousko-Uhersko zřídily loutkové Polské království, které vzniklo na území obývaném Poláky, zabraném Rusku. Tímto krokem se centrální mocnosti snažily získat dobrovolníky pro svou armádu z okupovaného území. Němci a Rakušané zde vytvořili dva tzv. Generální gouvernementy, německý se sídlem ve Varšavě a rakouský se sídlem v Lublinu. V čele loutkového státu nestál král, ale byla zvolena tříčlenná regentská rada. Politickou a vojenskou moc ve státě stále držely okupační síly centrálních mocností. Na rozdíl od Rakouska-Uherska, které prohlásilo, že k Polskému království připojí svůj Halič (a na polský trůn navrhovalo jednoho z Habsburgů), Německo nehodlalo vyčlenit svou část území zabraného Polsku na konci 18. století (Velkopolsko, Pomoří, Varmie). V německém záboru bylo polské politické hnutí velice aktivní. V roce 1794 vypuklo ve Velkopolsku povstání. Povstalci se připojili k povstalcům Tadeusze Kościuszka, kteří bojovali proti Rusku a Prusku, ale po počátečních úspěších byli nakonec poraženi. Během napoleonských válek vypuklo v roce 1807 další polské povstání ve Velkopolsku, které podpořilo postupující Francouze. Následkem úspěšného povstání bylo Velkopolsko připojeno k Varšavskému knížectví (v letech 1807-1815, potom území bylo připojeno opět k Prusku). V roce 1848 vypuklo ve Velkopolsku další povstání a jeho výsledkem bylo zřízení autonomního "Velkého poznaňského knížectví", které ovšem Prusko po opadnutí revolučního nadšení zlikvidovalo. Po demokratických reformách v pruském a později německém parlamentu zasedalo mnoho poslanců patřících k polským politickým stranám v Německu. Jedním z reformních programů kancléře Bismarcka (na sklonku 19. století) byla snaha represivně asimilovat národnostní menšiny v Německu, včetně Poláků na zabraných územích. Po porážce Německa v první světové válce mezi poznaňskými Poláky opět vzplála naděje na obnovení Polska. Příprava povstání nabrala rychlosti když na konci války se Poláci v bývalém ruském záboru a v Rakousku-Uhersku chopili možnosti a vyhlásili nezávislost (regenti formálně vyhlásili ve Varšavě 7. října 1918 nezávislost Polska; 11. listopadu Poláci fakticky ovládli Němci okupovanou severní část bývalé ruské Kongresovky s Varšavou; 28. října 1918 získali kontrolu v Rakušany ovládané západní Haliči, jižní Kongresovce s Lublinem a 1. listopadu na středním a severním Těšínsku).
Obnovující se polský stát získával území díky činnosti místních Poláků všude tam, kde Poláci převažovali mezi obyvatelstvem a kde žili od nepaměti. Část politiků ovšem chtěla obnovit hranice z dob Polsko-litevské unie, nebo alespoň získat část těchto území. Velká část tohoto území se nacházela v občanskou válkou zmítaném Rusku, které bylo ještě částečně okupované Německem nebo ovládané Ukrajinci respektive Litevci. Velkopolsko bylo ovšem příkladem území, které bývalo součástí Polsko-litevské unie a kolébkou samotného polského státu se stále převažujícím polským obyvatelstvem, ale patřilo k Německu. To sice bylo ve válce poražené, ale stále rozhodnuté nevzdat se žádného svého předválečného území. Velkopolsko se stalo součástí Německa v roce 1772 jako provincie Poznaňsko s hlavním průmyslovým městem Poznaň. Poláci na území provincie tvořili většinu obyvatelstva (60%), i když oblast byla Němci intensivně germanizována a kolonizována.

## Velkopolské povstání

### Přípravy
Na podzim 1918 se poznanští Poláci začali připravovat na povstání proti Němcům. Spád událostem dala abdikace císaře Německého císařství Viléma II. 9. listopadu 1918 a vyhlášení německé Výmarské republiky. Německo se následně začalo topit v revoluci a poznaňští Poláci tak mohli využít oslabení německých pozic. Vznikla tzv. Vrchní lidová rada (polsky: Naczelna Rada Ludowa), která měla povstání řídit a po převzetí moci zastupovat funkci vlády. Na konci války se do Velkopolska začaly vracet pluky německé armády mobilizované z místních obyvatel i se svou výzbrojí. Rada tím způsobem získala zkušené a ozbrojené válečné veterány. Povstalci dostali 20. listopadu 1918 ujištění o podpoře od vlády ve Varšavě. V Ostrově Velkopolském už 10. listopadu 1918 místní občané vymohli na německé administrativě částečnou autonomii (tzv. Ostrovská republika). Po této události německé vedení provincie začalo být velice ostražité.

### Povstání
Impulzem pro vypuknutí povstání byly události z 27. prosince 1918. Toho dne známý polský pianista a vlastenec Ignacy Paderewski pronesl v Poznani patriotickou řeč, kterou si vyslechly tisíce místních. Německá administrativa na tuto událost zareagovala ukázkou vlastní moci a nechala přes město pochodovat vojsko. Napjatá situace vyústila ve vypuknutí prudkých bojů mezi rychle se organizujícími oddíly místních Poláků a německou posádkou. Povstalci se okamžitě zmocnili železniční stanice a pošty. Boje se rychle rozhořely po celém Poznaňsku a Poláci slavili první úspěchy při obsazení Szamotuły, Środy Wielkopolské, Pniewy a Opalenice. Do čela tzv. Velkopolské armády se postavil kapitán Stanisław Taczak. Němečtí vojáci, kteří byli demoralizovaní podepsáním německé kapitulace, nedokázali zadržet revoluční vlnu, která se přehnala přes celé území. Samotná německá vláda, která měla spoustu práce s potlačením komunistického povstání spartakovců v Berlíně, nemohla na počátku povstání na události včas zareagovat.
Dne 8. ledna 1919 se Rada jmenovala řídícím orgánem vojska a policie ve Velkopolsku a den na to převzala oficiálně moc nad administrativou celého regionu. Úřady byly polonizovány a němečtí úředníci propuštěni. Do poloviny ledna 1919 se povstalcům podařilo ovládnout téměř celé Velkopolsko a rada požádala polskou delegaci v Paříži vedenou Romanem Dmowskim, aby vyjednala na mírové konferenci s Němci příměří. V únoru 1919 zasedli Poláci a Němci v Berlíně k jednání, ale ke shodě nedošlo. Němečtí zástupci nebyli ochotni odstoupit Velkopolsko Polsku a povstalci se zase nehodlali podrobit zpátky Německu. Němci stáhli do Velkopolska posily a těžké boje mezi německou armádou a polskými povstalci tak pokračovaly do půlky února 1919. Boje skončily až na nátlak dohodových států. O zastavení bojů se nejvíce zasadila Francie.

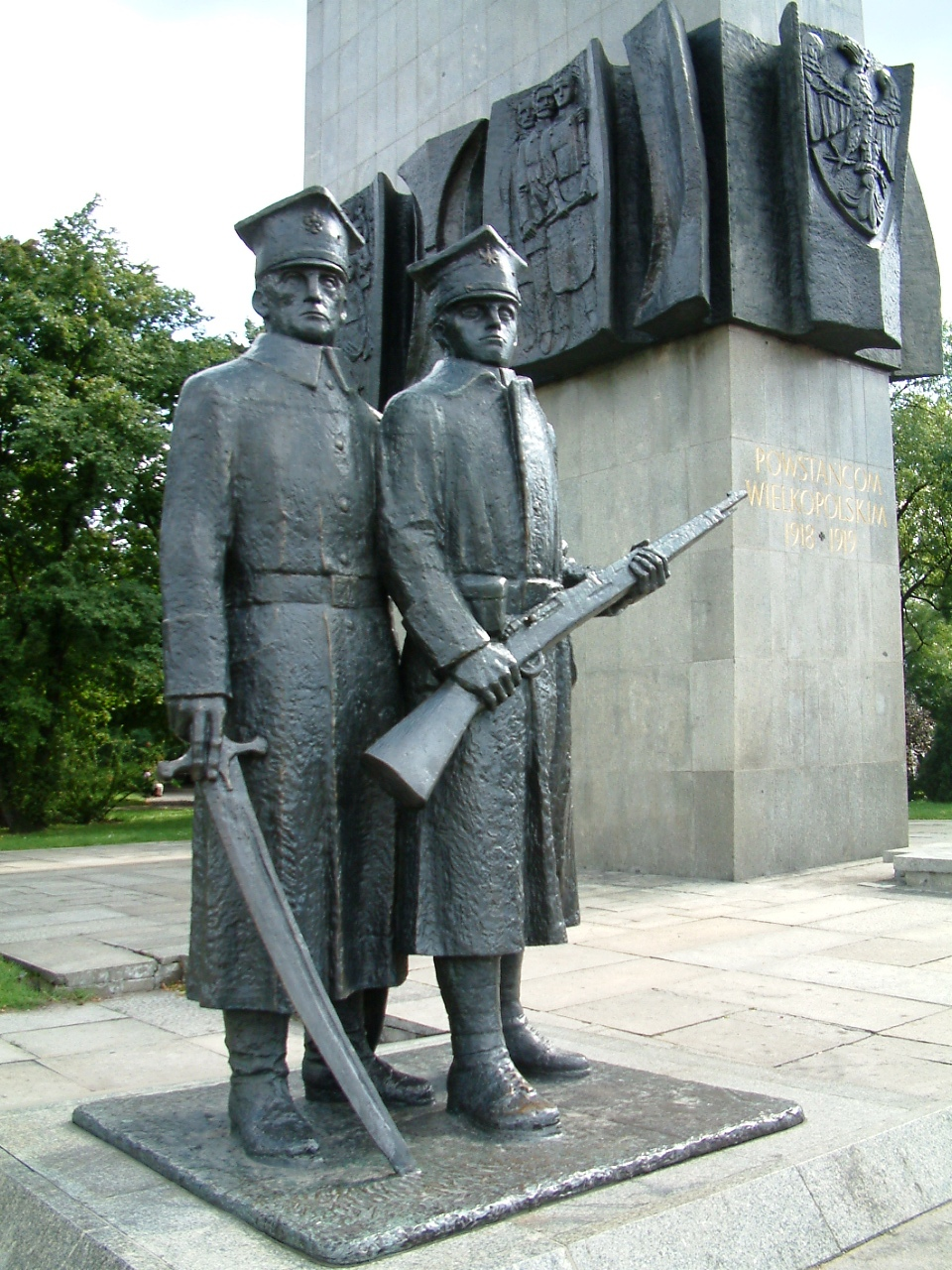
Pomník polských povstalců v Poznani

## Výsledky povstání
Velkopolská armáda byla oficiálně vyhlášena jako spojenecká armáda dohodových států (stejně jako například Československé legie v Rusku). V následných regionálních volbách, konaných v březnu 1919, ztratili Němci drtivou většinu křesel na radnicích, a tak faktickou moc nad územím. V červnu 1919 bylo díky Versailleské smlouvě oficiálně připojeno Velkopolsko k nově vzniklé Polské republice. Polákům taktéž připadla část Pomoří, a tak bylo celkově přičleněno k polskému státu území o rozloze 47000 km² (z toho 4000 km² ve Slezsku). V srpnu 1919 se Vrchní lidová rada sama rozpustila.
Spojenci, a to převážně Francie, se přiklonili na stranu Polska se zcela jasnými ambicemi. Vytvoření silného Polska mělo zajistit ochranu před rozšířením bolševické revoluce dál na západ. Takto vytvořená "bariéra" měla zabránit ruským bolševikům spojení jejich revoluce s komunistickými povstalci v Německu a Maďarsku.